# IJF World Tour 2015
Il IJF World Tour 2015 è la settima edizione del circuito dell'International Judo Federation, composto da una serie di tornei internazionali di judo.

È iniziato il 20 febbraio e si è concluso il 06 dicembre, è composto da 16 tappe in 16 stati diversi situati  in Europa, Asia e Africa. 
Durante questa edizione si sono volte le seguenti competizioni:
- 1 campionato del mondo
- 1 torneo World Master
- 5 Grand Slam
- 9 Grand Prix

## I tornei
| Nº | Torneo                 | Sede                           | Data                     | Resoconto | Rif.   |
| -- | ---------------------- | ------------------------------ | ------------------------ | --------- | ------ |
| 1  | Düsseldorf Grand Prix  | Germania, Dusseldorf           | 20 - 22 febbraio         | resoconto | [ 1 ]  |
| 2  | Tbilisi Grand Prix     | Georgia, Tbilisi               | 20 - 22 marzo            | resoconto | [ 2 ]  |
| 3  | Samsun Grand Prix      | Turchia, Samsun                | 27 - 29 marzo            | resoconto | [ 3 ]  |
| 4  | Zagreb Grand Prix      | Croazia, Zagreb                | 01 - 03 maggio           | resoconto | [ 4 ]  |
| 5  | Baku Grand Slam        | Azerbaigian, Baku              | 08 - 10 maggio           | resoconto | [ 5 ]  |
| 6  | World Masters          | Marocco, Rabat                 | 23 - 24 maggio           | resoconto | [ 6 ]  |
| 7  | Budapest Grand Prix    | Ungheria, Budapest             | 13 - 14 giugno           | resoconto | [ 7 ]  |
| 8  | Ulaanbaatar Grand Prix | Mongolia, Ulaanbaatar          | 03 - 05 luglio           | resoconto | [ 8 ]  |
| 9  | Tyumen Grand Slam      | Russia, Tyumen                 | 18 - 19 luglio           | resoconto | [ 9 ]  |
| 10 | World Championships    | Kazakistan, Astana             | 24 - 31 agosto           | resoconto | [ 10 ] |
| 11 | Tashkent Grand Prix    | Uzbekistan, Tashkent           | 01 - 03 ottobre          | resoconto | [ 11 ] |
| 12 | Paris Grand Slam       | Francia, Parigi                | 17 - 18 ottobre          | resoconto | [ 12 ] |
| 13 | Abu Dhabi Grand Slam   | Emirati Arabi Uniti, Abu Dhabi | 30 ottobre - 01 novembre | resoconto | [ 13 ] |
| 14 | Qingdao Grand Prix     | Cina, Qingdao                  | 20 - 22 novembre         | resoconto | [ 14 ] |
| 15 | Jeju Grand Prix        | Corea del Sud, Jeju            | 26 - 28 novembre         | resoconto | [ 15 ] |
| 16 | Tokyo Grand Slam       | Giappone, Tokyo                | 04 - 06 dicembre         | resoconto | [ 16 ] |